# Abu Alabás Amade ibne Alfurate
Abu Alabás ou Abu Alabas Amade ibne Maomé ibne Muça ibne Alhaçane ibne Alfurate (Abu al-ʿAbbās Aḥmad ibn Muḥammad ibn Mūsā ibn al-Ḥasan ibn al-Furāt), um membro da família Banu Alfurate, foi um administrador fiscal sênior do Califado Abássida e posteriormente chefe da administração fiscal sob os califas Almutadide e Almoctafi, até sua morte em 904.

## Vida

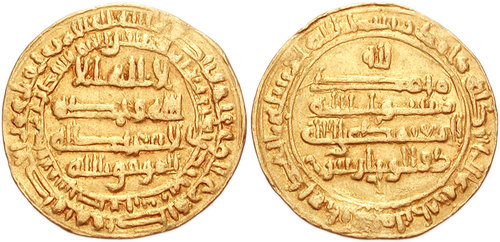
Dinar de ouro do califa Almutâmide r. com os nomes de Almuafaque r. e o vizir Saíde (duluizarataim)

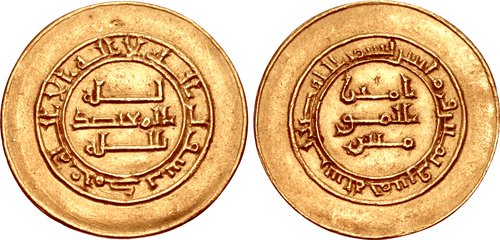
Dinar de ouro do califa Almutadide r.

A família de Amade era proeminente em Baguedade já no começo do século IX, mas foi seu pai Maomé ibne Muça que primeiro ocupou um importante posto administrativo. Amade começou sua carreira ao lado de seu irmão Ali durante o final do reinado de Almutâmide (r. 870–892) e a regência de Almuafaque. Ambos eram protegidos do xiita Ismail ibne Bulbul, que, após tornar-se vizir de Almutadide e Almuafaque em 885, inseriu-os na administração como especialistas fiscais e confiou-lhes com o departamento da receita fundiária do Sauade. Após a demissão de ibne Bulbul, Amade foi preso por algum tempo, mas no tempo da ascensão de Almutadide (r. 892–902) em 892, ele foi libertado e confiado novamente com o departamento fiscal do Sauade, e mais tarde de todos os departamentos fiscais, com Ali como seu representante.
os irmãos ibne Alfurate e seus apoiantes vieram a formar um dos dois grandes grupos que dominariam a burocracia abássida pelas décadas seguintes, os Banu Alfurate ou furátidas. Seus principais rivais foram outro grupo de famílias secretariais, os Bau Aljarrá ou jarráidas, chefiados por Maomé ibne Daúde e seu sobrinho Ali ibne Issa Aljarrá, que substitui os Banu Alfurate como chefes dos departamentos fiscais em 899. Os dois grupos representaram simplesmente facções distintas numa luta por ofício e poder, mas há indícios de diferenças "ideológicas" também: muitas famílias Banu Aljarrá descendiam de famílias nestorianas convertidas e cristãos empregados na burocracia, que mantiveram íntimos laços com o exército, enquanto os Banu Alfurate tentaram impor firme controle civil do exército e (nem sempre abertamente) favoreceram o xiismo.
A rivalidade entre os dois grupos foi intensa, mas principalmente contida como suas fortunas mudaram repetidamente, muito embora tortura e confisco forçado das propriedades de um oficial deposto eram comuns sob o antigo sistema estabelecido conhecido como muçadara, que forçou oficiais depostos devolverem o dinheiro que haviam desviado; com efeito, no entanto, praticamente forçou oficiais a desviar enquanto em ofício de modo a serem capazes de fornecer somas durante inquérito da muçadara. Amade continuou a servir como chefe dos departamentos fiscais no reinado de Almoctafi (r. 902–908), apesar da hostilidade do vizir califal, Alcacim ibne Ubaide Alá. Antes de Alcacim poder mover-se contra Amade, o último morreu (em 904).